# Șeica Mică
Șeica Mică (en hongrois : Kisselyk, en allemand : Kleinschelken) est une commune du județ de Sibiu en Roumanie.